# Sesarmidae
Famille
Les Sesarmidae sont une famille de crabes du groupe des Grapsoidea. Elle comprend plus de 250 espèces.
Ce sont des crabes au mode de vie très terrestres, dont certains sont même arboricoles. 

## Liste des genres
Selon World Register of Marine Species (16 octobre 2017) :
- genre Aratus H. Milne Edwards, 1853
- genre Armases Abele, 1992
- genre Bresedium Serène & Soh, 1970
- genre Chiromantes Gistel, 1848
- genre Clistocoeloma A. Milne-Edwards, 1873
- genre Cyclorma Naruse & N. K. Ng, 2012
- genre Eneosesarma Brösing, Spiridonov, Al-Aidaroos & Türkay, 2014
- genre Episesarma de Man, 1895
- genre Geosesarma de Man, 1892
- genre Haberma Ng & Schubart, 2002
- genre Karstarma Davie & Ng, 2007
- genre Labuanium Serène & Soh, 1970
- genre Lithoselatium Schubart, H.-C. Liu & Ng, 2009
- genre Metagrapsus H. Milne Edwards, 1853
- genre Metasesarma H. Milne Edwards, 1853
- genre Metopaulias Rathbun, 1896
- genre Muradium Serène & Soh, 1970
- genre Namlacium Serène & Soh, 1970
- genre Nanosesarma Tweedie, 1950
- genre Neosarmatium Serène & Soh, 1970
- genre Neosesarma Serène & Soh, 1970
- genre Parasesarma de Man, 1895
- genre Perisesarma de Man, 1895
- genre Pseudosesarma Serène & Soh, 1970
- genre Sarmatium Dana, 1851
- genre Scandarma Schubart, H.-C. Liu & Cuesta, 2003
- genre Selatium Serène & Soh, 1970
- genre Sesarma Say, 1817
- genre Sesarmoides Serène & Soh, 1970
- genre Sesarmops Serène & Soh, 1970
- genre Stelgistra Ng & H.-C. Liu, 1999
- genre Tiomanium Serène & Soh, 1970

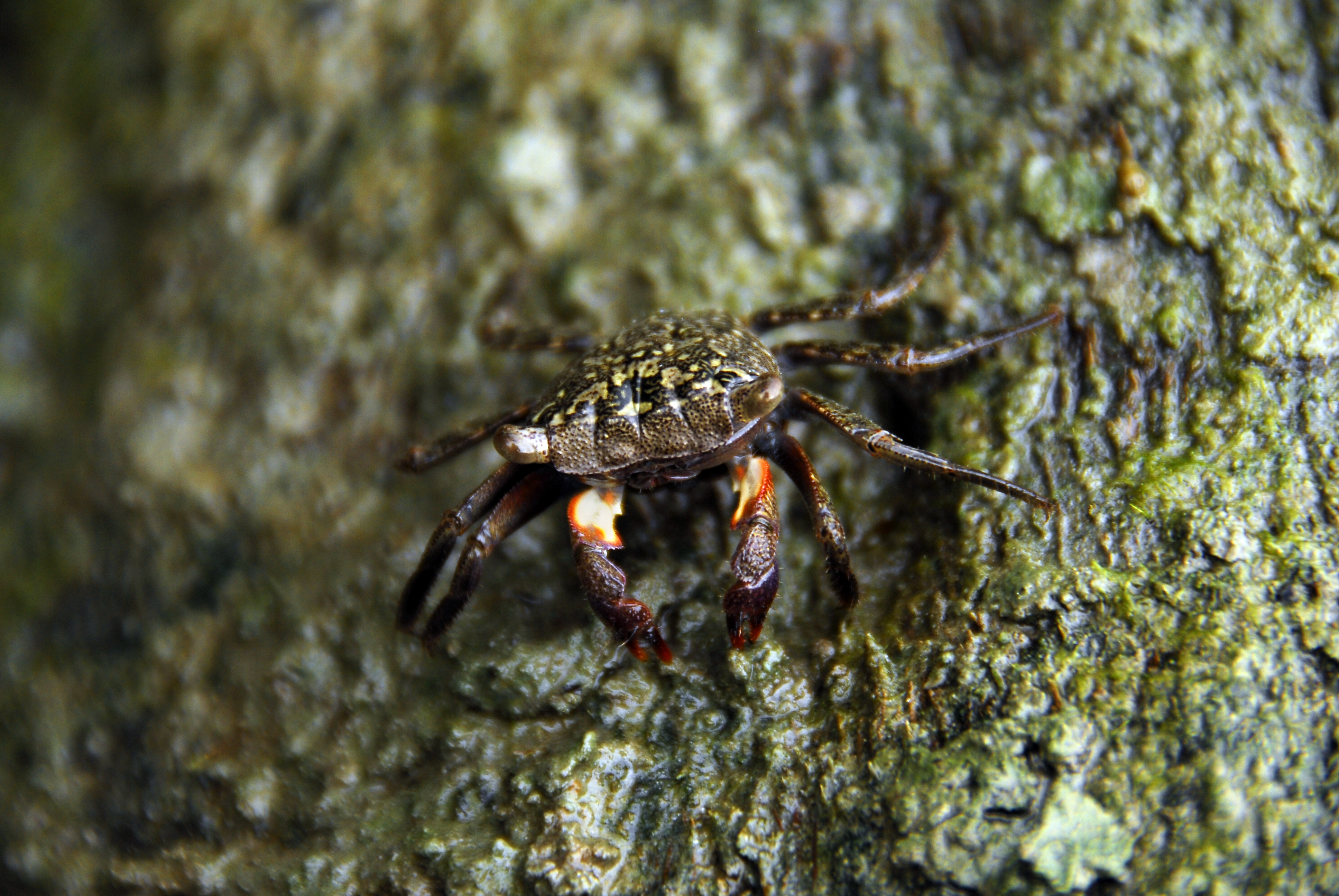
Aratus pisonii
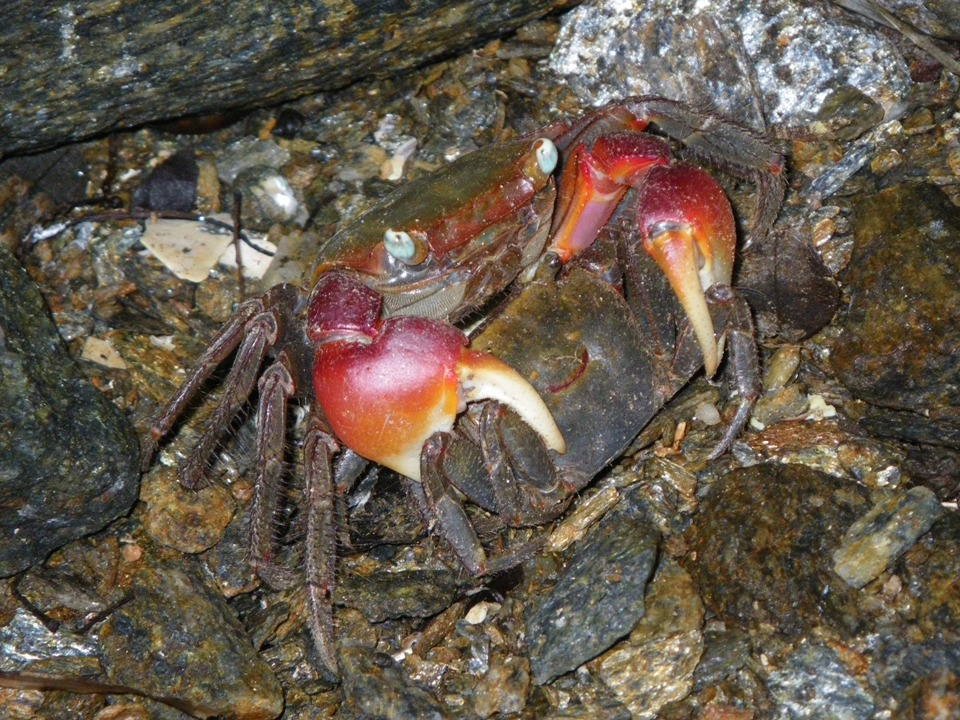
Chiromantes dehaani
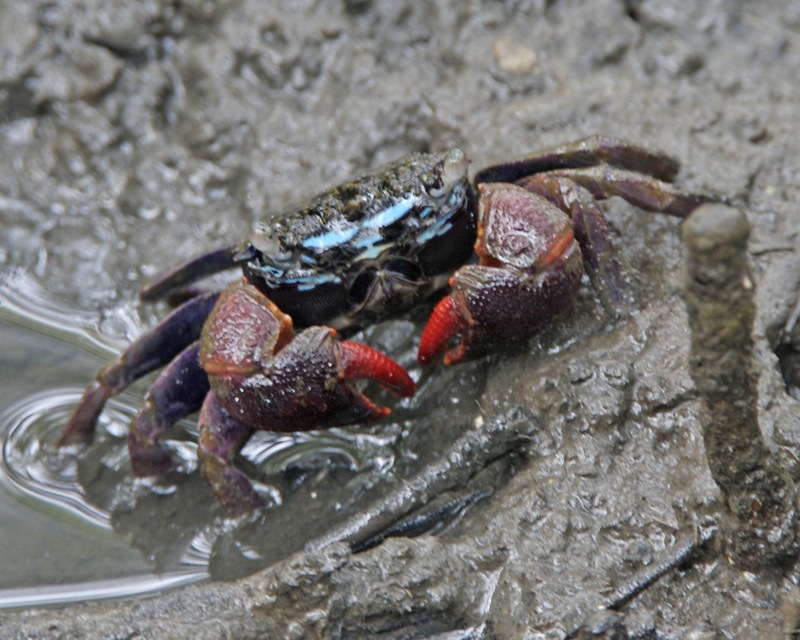
Episesarma singaporensis
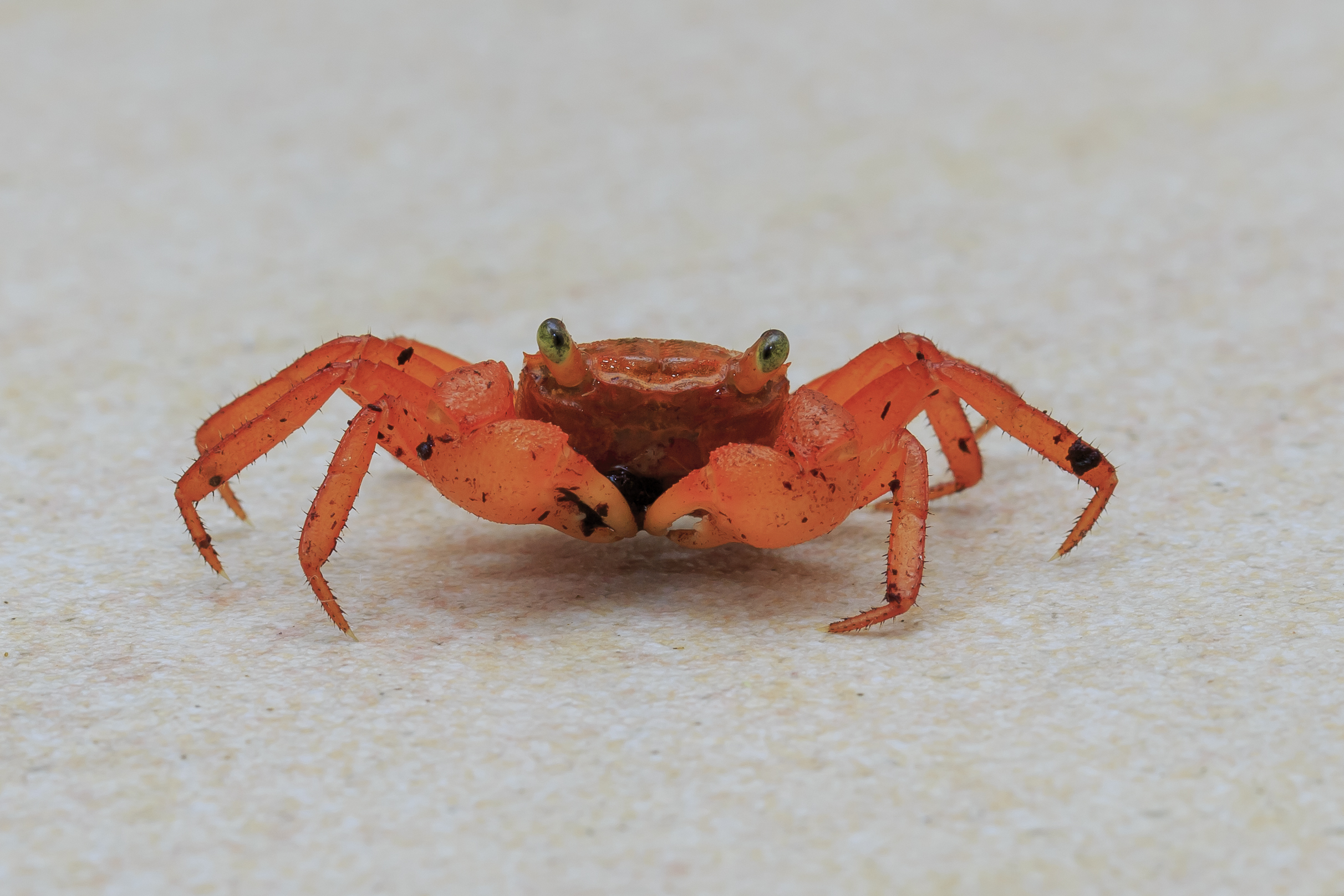
Geosesarma aurantium
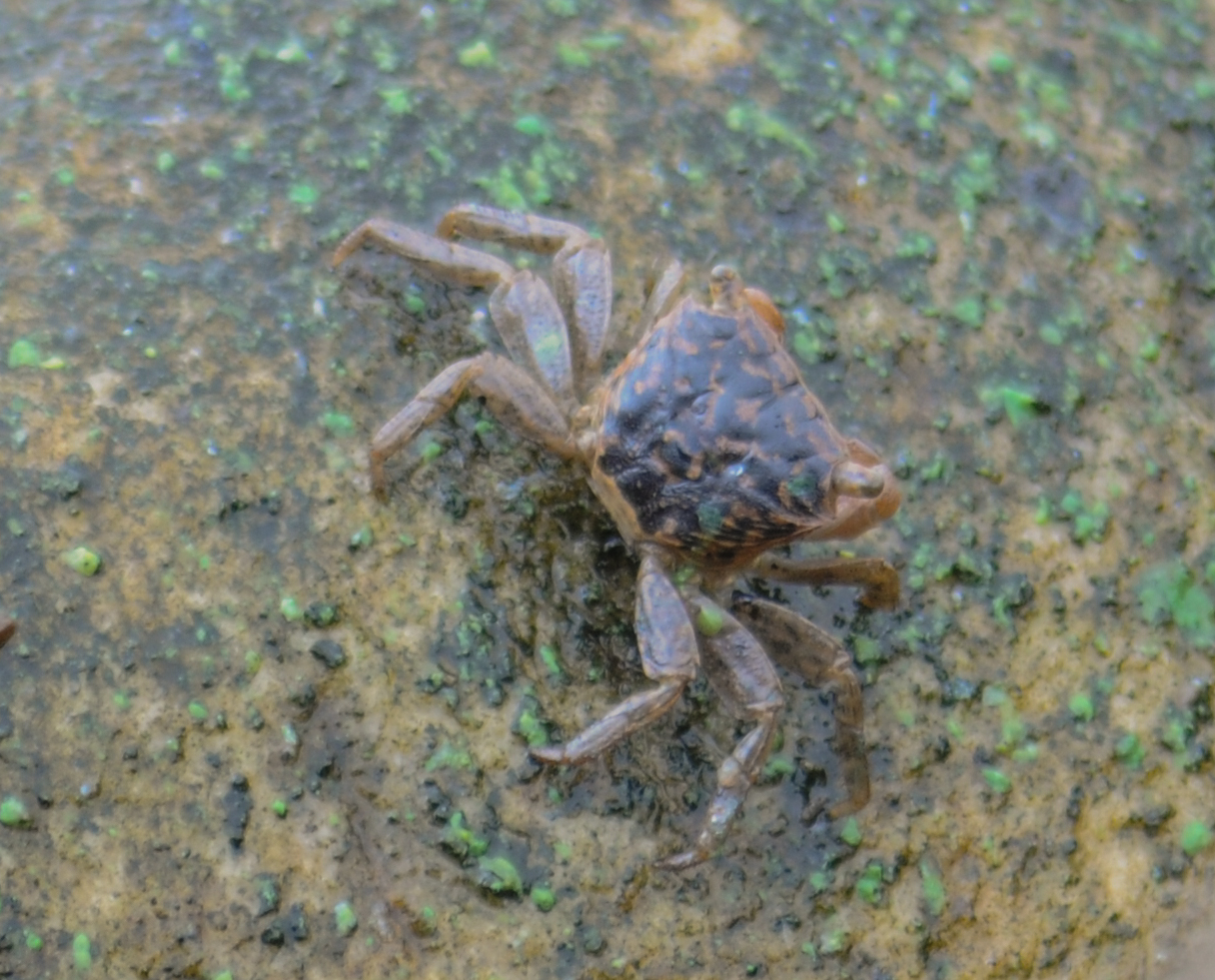
Metasesarma rubripes
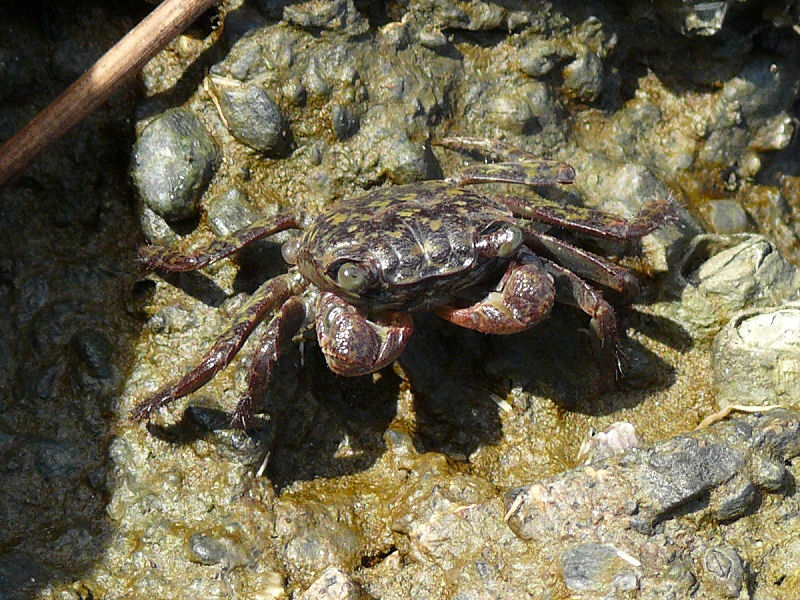
Parasesarma pictum
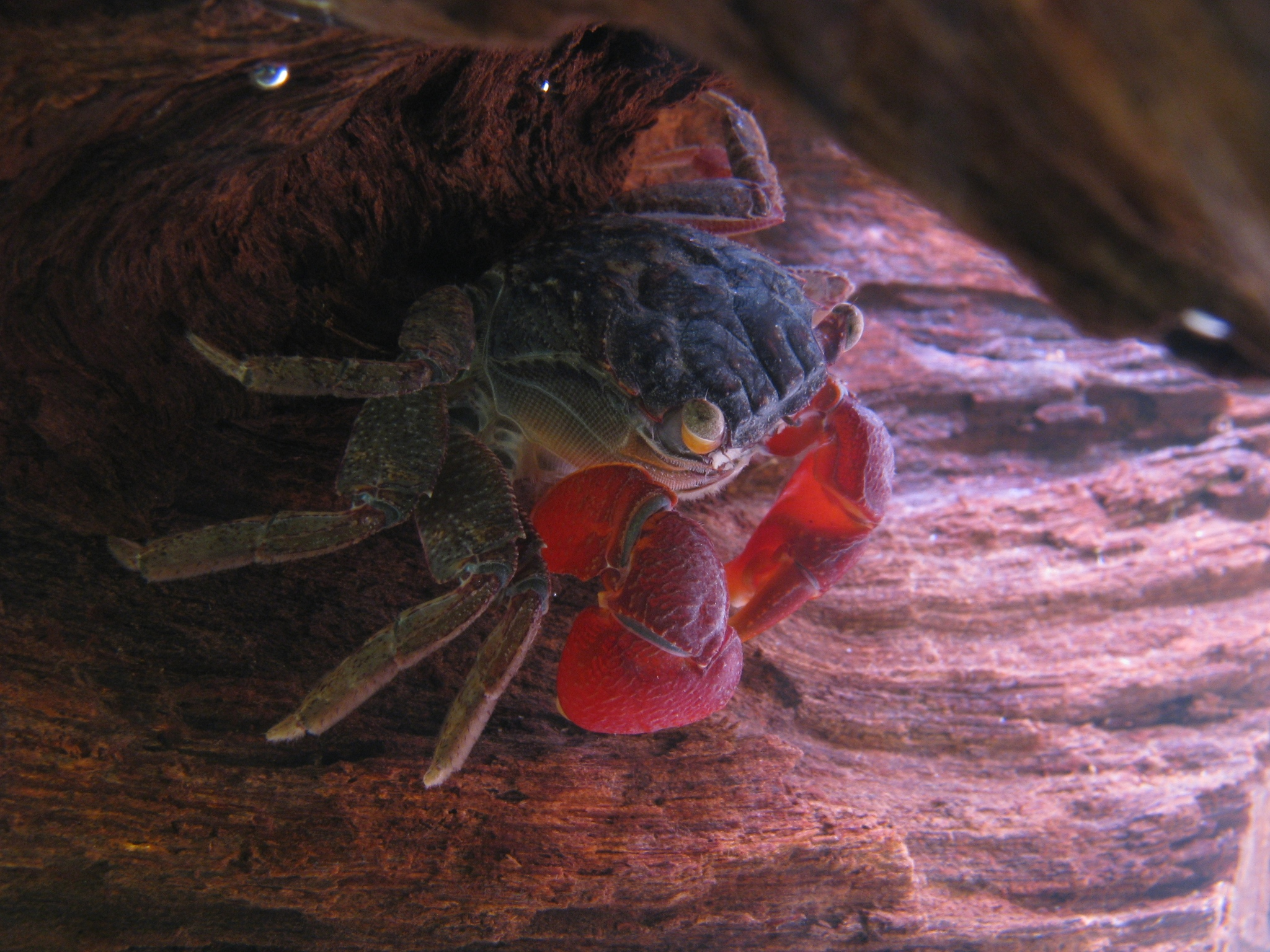
Perisesarma bidens
Pseudosesarma moeshi
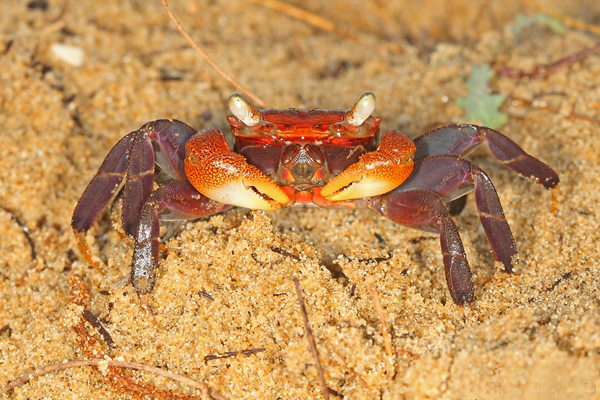
Sesarma quadratum
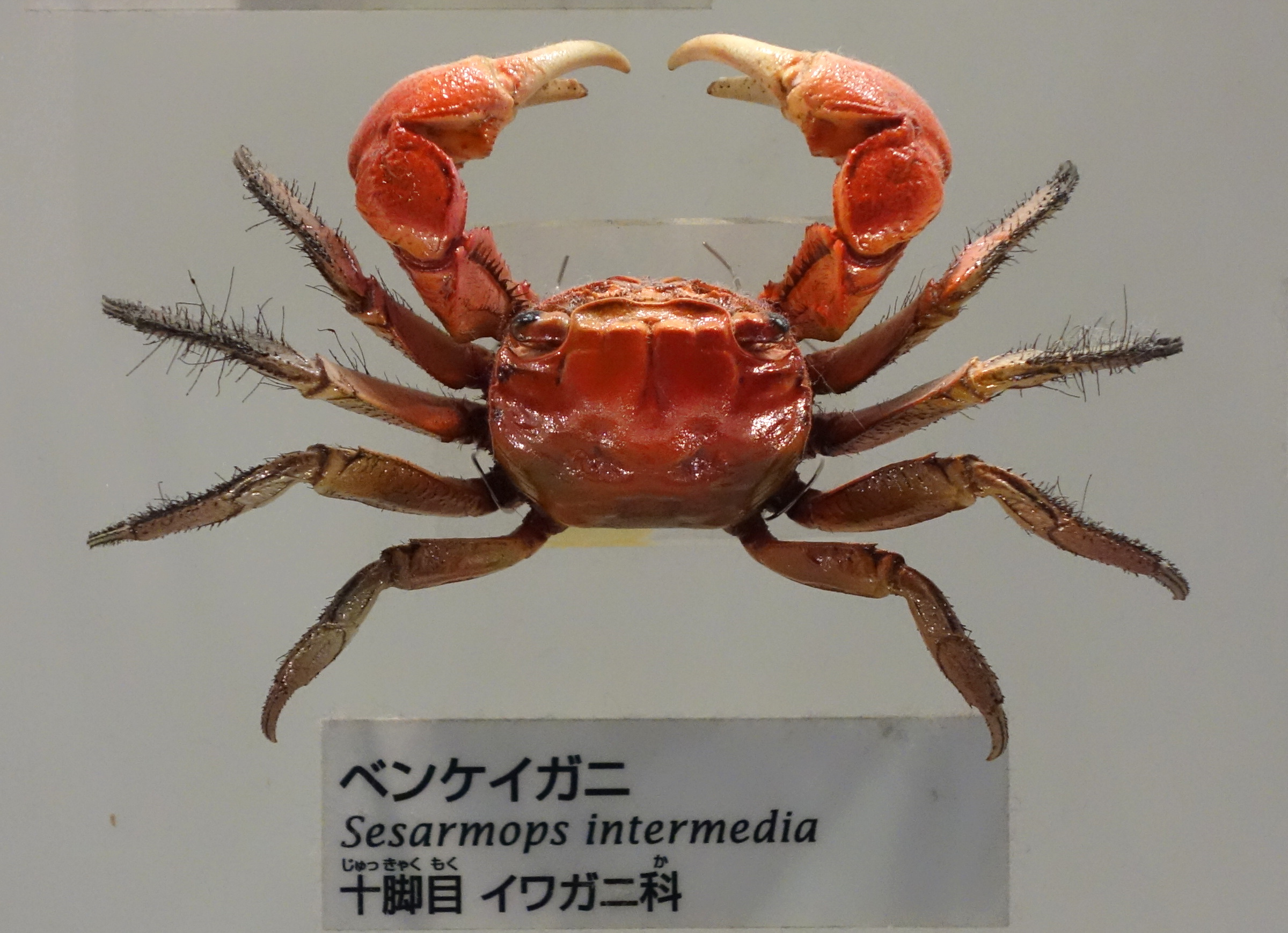
Sesarmops intermedius

## Référence
- Dana, 1851 : Conspectus Crustaceorum quæ in Orbis Terrarum circumnavigatione, Carolo Wilkes e Classe Reipublicæ Fœderatæ Duce, lexit et descripsit. Proceedings of the Academy of Natural Sciences of Philadelphia, vol. 5, p. 247–254.

## Sources
- Ng, Guinot & Davie, 2008 : Systema Brachyurorum: Part I. An annotated checklist of extant brachyuran crabs of the world. Raffles Bulletin of Zoology Supplement, n. 17 p. 1–286.